# Gris de Davy
El gris de Davy (del inglés Davy’s grey, Davy's gray o Davey's grey) es un color gris oscuro que tiene su origen en el pigmento gris homónimo, elaborado con pizarra pulverizada, desarrollado originariamente para su uso en pintura artística.
Puede considerarse sinónimo o equivalente al color plomo o a los colores pizarra o asfalto, por su similitud con el metal plomo, la roca pizarra o el asfalto respectivamente.

## Historia y composición
El gris de Davy era un pigmento terroso compuesto de pizarra y arcilla pulverizadas que fue fabricado por primera vez en Inglaterra en 1896 por la firma Winsor & Newton, por sugerencia del dibujante Henry Davy (o Davey, dependiendo de la fuente consultada), quien hacía uso del mismo.
Actualmente este pigmento ya no se fabrica, aunque algunas veces se lo imita con compuestos de tiza negra (silicato de aluminio hidratado carbonáceo), y otras veces con fórmulas más alejadas de su composición original, como por ejemplo con una mezcla de negro bujía, azul ultramar sintético y blanco de zinc.

## Propiedades
El gris de Davy original era permanente y semitransparente, y generalmente se lo usaba para hacer sombreados sobre otros colores.

## Coloraciones relacionadas
| Nombre             | Muestra | Cod. Hex. | RGB | RGB | RGB | HSV  | HSV | HSV |
| ------------------ | ------- | --------- | --- | --- | --- | ---- | --- | --- |
| Pizarra            |         | #5D6770   | 93  | 103 | 112 | 208° | 17% | 44% |
| Pizarra (estándar) |         | #4E5258   | 78  | 82  | 88  | 216° | 11% | 35% |
| Asfalto o pizarra  |         | #555555   | 85  | 85  | 85  | —°   | 0%  | 33% |

## Galería

Representando el gris de Davy
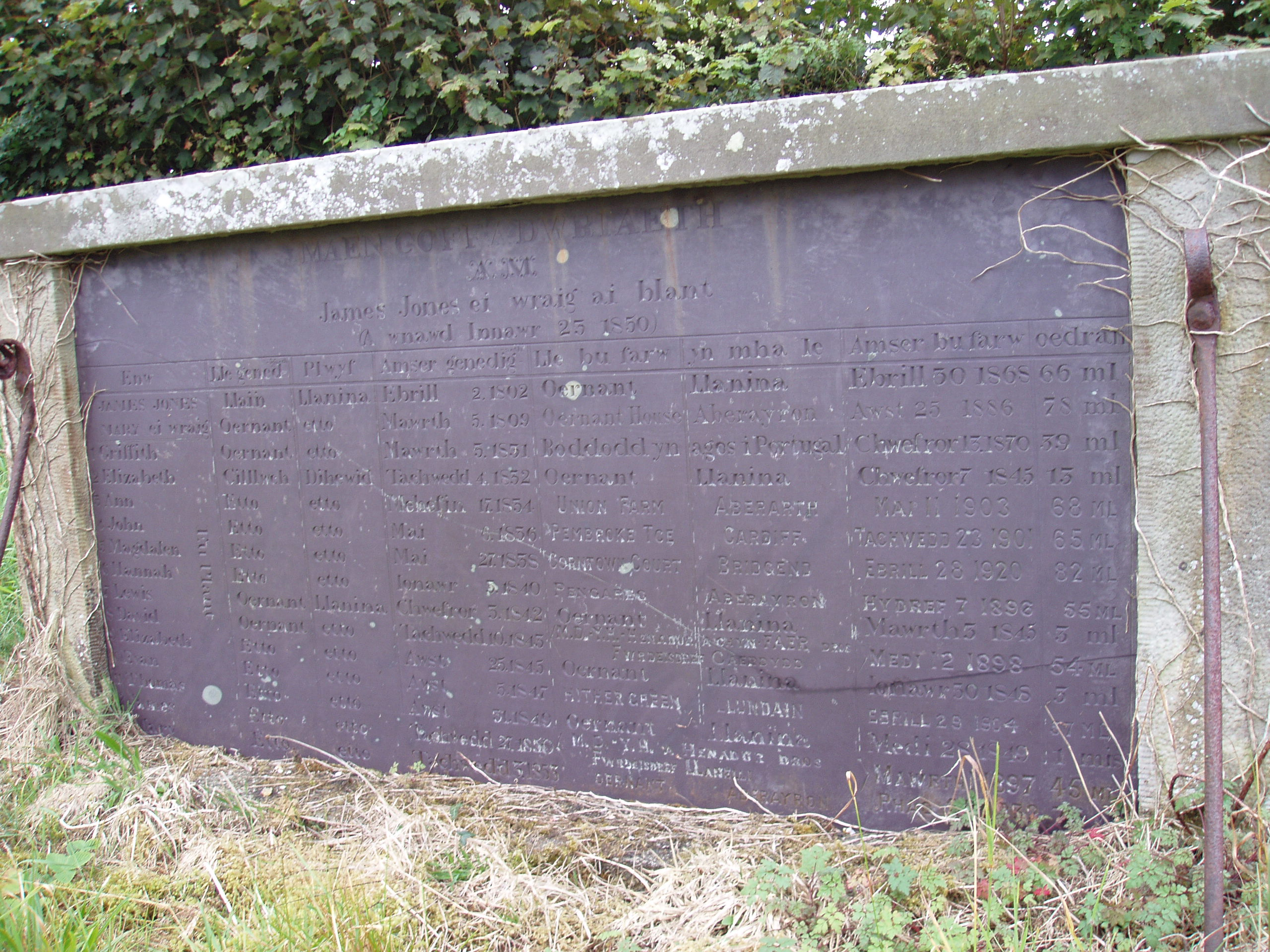
Inscripción galesa sobre pizarra
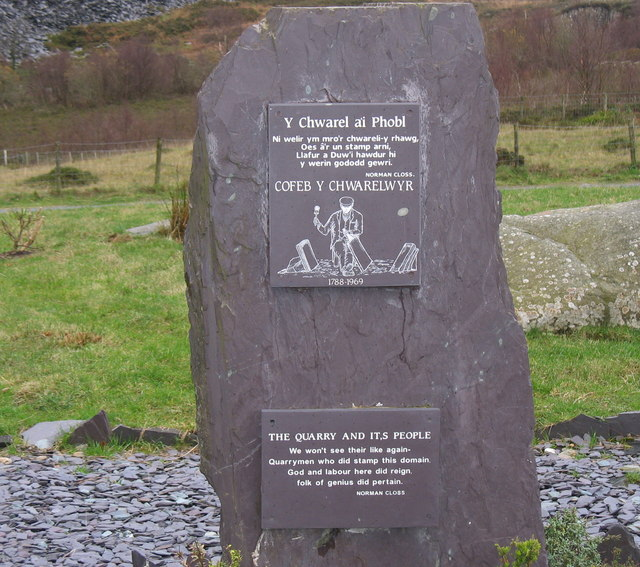
Memorial de pizarra en una cantera inglesa
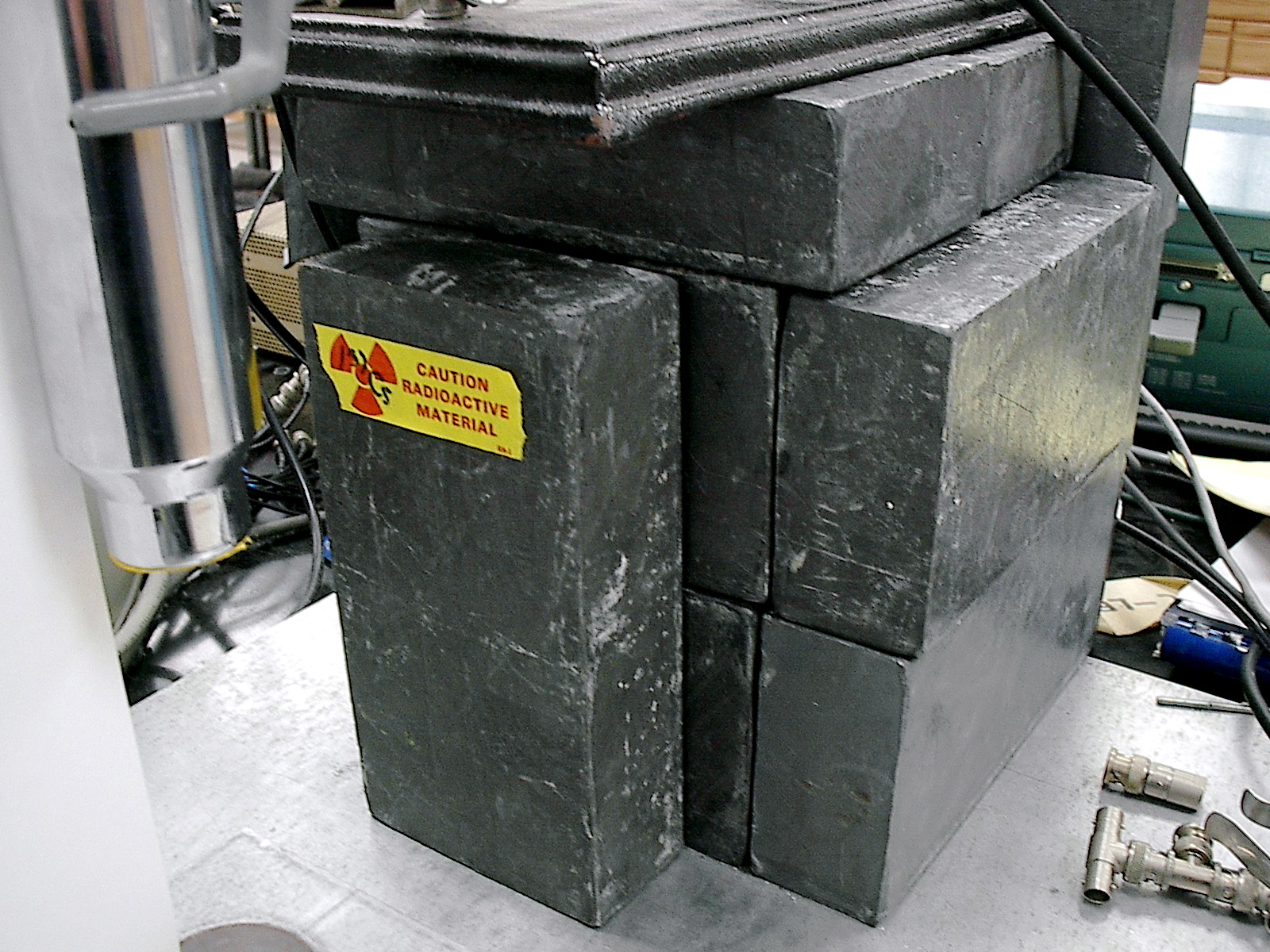
Color plomo de bloques de plomo para protección radioactiva
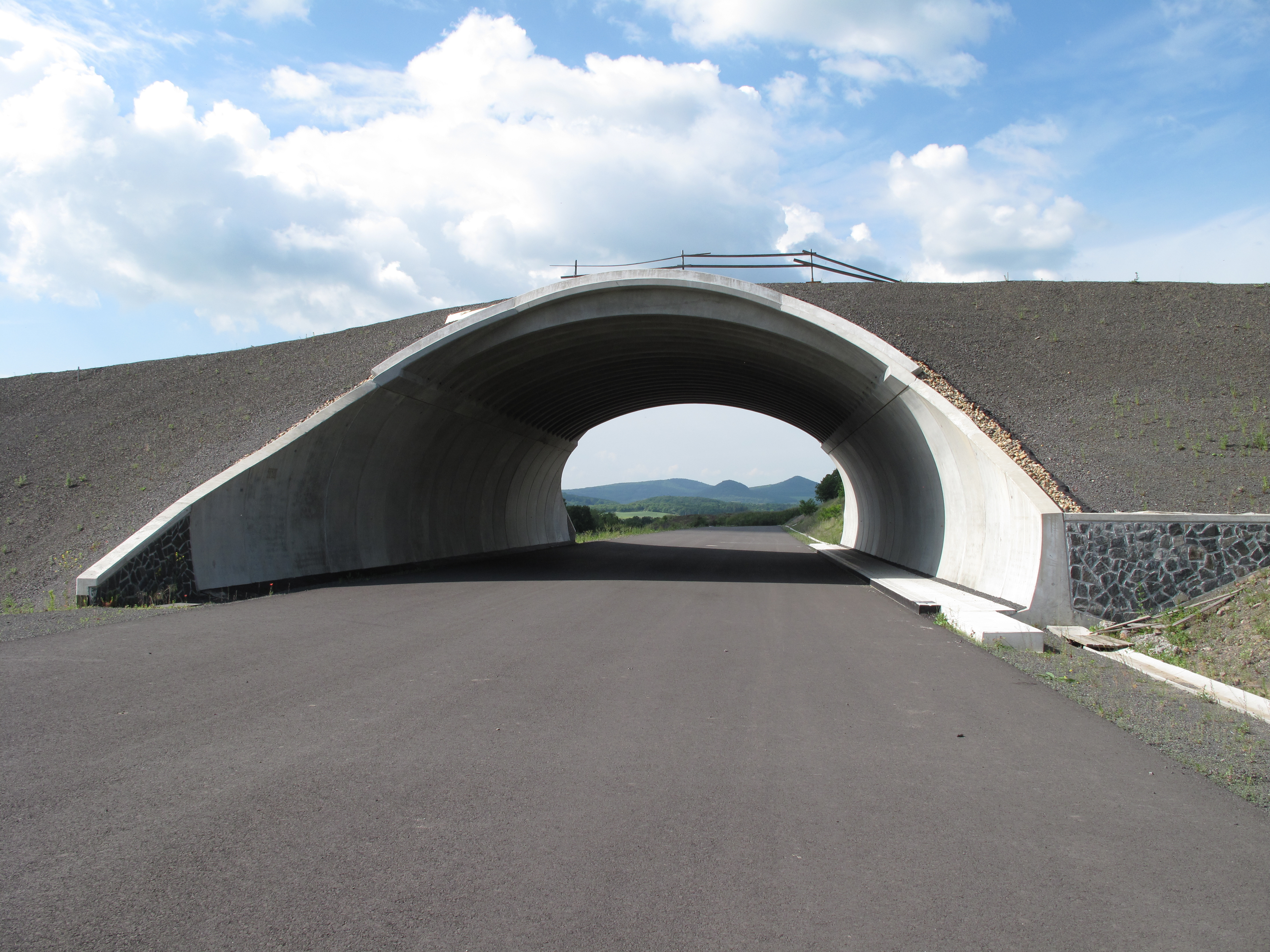
Vía recién asfaltada